# Loxocera manifestaria
Loxocera manifestaria är en tvåvingeart som beskrevs av Iwasa 1993. Loxocera manifestaria ingår i släktet Loxocera och familjen rotflugor.
Artens utbredningsområde är Nepal. Inga underarter finns listade i Catalogue of Life.